# Ngangzi Co
Ngangzi Co (kinesiska: Angzi Cuo, 昂孜错) är en sjö i Kina. Den ligger i den autonoma regionen Tibet, i den sydvästra delen av landet, omkring 430 kilometer väster om regionhuvudstaden Lhasa. Trakten runt Ngangzi Co består i huvudsak av gräsmarker.
Genomsnittlig årsnederbörd är 617 millimeter. Den regnigaste månaden är juli, med i genomsnitt 139 mm nederbörd, och den torraste är december, med 18 mm nederbörd.